# 索菲娅·拉祖莫夫斯卡娅

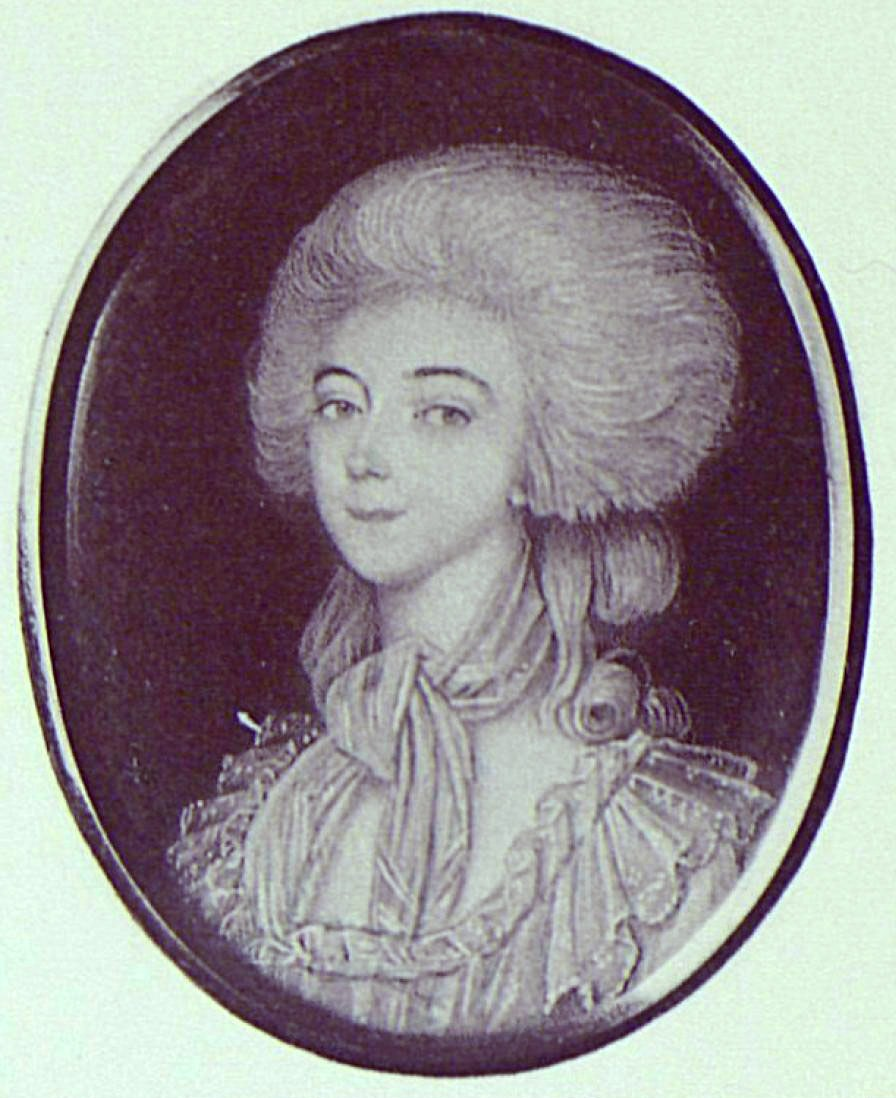
索菲娅·斯捷潘诺夫娜·乌沙科娃

索菲娅·拉祖莫夫斯卡娅 （1746-1803），是俄罗斯朝臣。  她曾担任凯瑟琳大帝女皇的伴娘(Maid of Honours)。  她与彼得·基里洛维奇·拉祖莫夫斯基 （ Peter Kirillovich Razumovsky ）结婚，并在结婚前是保罗一世的情妇，并有一个儿子 Semen Velikiy （1772-1794）。 

## 生平
索菲娅·拉祖莫夫斯卡娅是斯捷潘诺夫·费奥多罗维奇·乌沙科夫和安娜·谢苗诺夫娜之女。  她被任命为凯瑟琳大帝的侍女(Maid of Honours).  她与米哈伊尔·皮得罗维奇(彼得三世的玩伴)结婚，但很早丧偶成为寡妇。 
她参加了宫廷社交生活，并以其活泼的生活方式而闻名。  在大公保罗结婚的计划之前，人们担心他是否有性能力而生下继承人。索菲娅被要求通过色诱他来调查他的性功能。   她成功完成了她的任务，并有一个儿子， 谢苗·帕夫洛维奇·Velikiy （1772-1794）。女皇抚养这位非婚生儿子的生活。 
保罗于1773年结婚，索菲亚于1776年再婚了伯爵基里尔·格里戈里耶维奇·拉祖莫夫斯基的儿子彼得·基里洛维奇·拉祖莫夫斯基。由于她的岳父抗议并表达了他对这次婚姻的厌恶，据推断此次婚姻很可能不是包办，所以被描述为一场幸福的婚姻。  